# Oceania Monographs
Die Oceania Monographs (OM) waren eine anthropologisch-ethnologische, dem Studium der Ureinwohner Australiens und des Pazifiks gewidmete Schriftenreihe, die von 1931 bis 2005 erschien und zum größten Teil die Ergebnisse der durchgeführten Feldforschungen enthält.

## Geschichte
Die Forschungen wurden unter dem Australian National Research Council, Sydney, von 1930 bis 1954 durchgeführt, der zu diesem Zweck Zuschüsse von der Rockefeller Foundation in New York, und später von der Carnegie Corporation gewährt hat, dann von der University of Sydney, Department of Anthropology. Insgesamt erschienen 57 Bände. Das Department of Anthropology stand für lange Zeit unter Leitung von Adolphus Peter Elkin (1891–1979). Der erste Band der Reihe war The Social Organization of Australian Tribes (1931) von Alfred Reginald Radcliffe-Brown (1880–1955) über die soziale Organisation der australischen Stämme.
Bereits seit 1930 war die Zeitschrift Oceania erschienen, eine vierteljährlich erscheinende Zeitschrift. Der Professor für Anthropologie an der Universität Sydney war ihr Herausgeber. Einige in den OM erschienene Schriften waren vorher als Artikel der Zeitschrift erschienen.
Wichtige frühere Oceania-Beiträge über Australien erschienen (mit Angabe der Region) von U. McConnel und R. L. Sharp (Cape York Peninsula); W. L. Warner (nordöstliches Arnhem Land); C. W. Hart (Bathurst Island); W. E. H. Stanner, O. M. Pink, T. G. H. Strehlow und H. K. Fry (Northern Territory); Phyllis Kaberry, Arthur Capell und R. Piddington (nordwestliches Australien), Caroline Kelly (südöstliches Queensland); R. M. und Catherine Berndt (South Australia und Northern Territory) und A. P. Elkin (nordwestliches Australien, South Australia, Arnhem Land, östliches Queensland und New South Wales).

## Bände
- 1 The social organization of Australian tribes / Alfred Reginald Radcliffe-Brown. - Melbourne : Macmillan, 1931 Digitalisat
- 2 Studies in Australian Totemism. Sydney: Australian National Research Council. Elkin, A. P., 1933
- 3 Studies in Australian Linguistics / Adolphus Peter Elkin. - Sydney : Australian National Research Council, [ca. 1937]
- 4 Tales of a Lonely Island. Sydney, Churchward, C. M. (1938).
- 5 The Culture and Language of Futuna and Aniwa,. New Hebrides. Capell, A. 1958. Sydney: University of Sydney
- 6 Natives of Lake Kutubu, Papua. Melbourne 1940. Francis Edgar Williams
- 7 Aranda Phonetics and Grammar (1942), T. G. H. Strehlow
- 8 Elementary grammar of the Gumbáingar language (North Coast, N.S.W.) / W. E. Smythe. - Sydney [u. a.] : The Australian National Research Council
- 9 Arnhem Land Music <North Australia> / Adolphus Peter Elkin. - Sydney : University of Sydney, [1953–57]
- 10 Anthropological research in Netherlands New Guinea since 1950 Sydney : Australian Medical Publishing Co., 1959
- 11 On Aboriginal Religion. W. E. H. Stanner. - [Sydney : University of Sydney]
- 12 The osteology of aboriginal man in Tasmania. Neil William George Macintosh[3]; B. C. W. Barker. Sydney (The Univ. of Sydney) 1965
- 13 The craniology of the aborigines of coastal New South Wales. S. L. Larnach; N. W. G. Macintosh. Sydney : [Univ. of Sydney], 1966.
- 14 Gadjari among the Walbiri aborigines of Central Australia / Mervyn J. Meggitt. - Sydney : Univ. of Sydney, [1967]
- 15 The Craniology of the aborigines of Queensland. S. L. Larnach[4]; N. W. G. Macintosh. Sydney Univ. of Sydney 1970
- 16 The Journal Oceania: 1930-1970 : a History / A. P. Elkin. - Sydney, 1970
- 17 The Mandible in Eastern Australian Aborigines. S. L. Larnach; N. W. G. Macintosh Sydney: University of Sydney 1971
- 18 Cave painting myths : Northern Kimberley / Arthur Capell. - [Sydney : University of Sydney], 1972
- 19 Two Rituals in South and Central Arnhem Land  (Yabuduruwa and Maraian). A. P. Elkin 1972 (ursprünglich 1961)
- 20 Studies in Enga history / Mervyn J. Meggitt. - Sydney : The University of Sydney, 1974
- 21 Larnach, S.L. 1978, Australian Aboriginal Craniology, Oceania Monographs 21, The University of Sydney
- 22 Collected papers in memoriam: NWG Macintosh, Oceania Monographs 22
- 23 Early records of stone artefacts and the impact of steel implements in the Central Highlands of Papua New Guinea / edited by Pawel P. Gorecki.  1982
- 24 Archaeology of the New Hebrides. Contribution to the knowledge of the Central Islands. J. Garanger. 1982
- 25 The Mbowamb: the culture of the Mount Hagen tribes in East Central New Guinea. Volume 1; translated by Helen M. Groger-Wurm. 1983
- 26 Pamela Watson (1983) This Precious Foliage: A Study of the Aboriginal Psycho-active Drug Pituri [Oceania Monographs 26] Sydney: University of Sydney Press
- 27 Aboriginal landowners: contemporary issues in the determination of traditional aboriginal land ownership. Hiatt, L. R. 1984
- 28 History and ethnohistory in Papua New Guinea / Deborah Gewertz. - Sydney : Dept. of Printing Services, Univ., 1985
- 29 Pioneers of the mountain forest : settlement and land redistribution among the Kundagai Maring of the Papua New Guinea highlands / Christopher J. Healey. - Sydney : Univ., 1985
- 30 Australian territorial organization. Nicolas Peterson in collab. with Jeremy Long. 1986
- 31 Planets around the sun : dynamics and contradictions of the Fijian Matanitu / Nicholas Thomas. - Sydney : Univ. of Sydney, 1986
- 32 Songs of aboriginal Australia / M. Clunies Ross, T. Donaldson, and S. Wild, eds. - Sydney : Univ. of Sydney, 1987
- 33 Myths of matriarchy reconsidered / Deborah Gewertz. - Sydney : Dept. of Printing Services, Univ., 1988
- 34 Premarital sex cases among the Huli : a comparison between traditional and village court styles / L. R. Goldman. - Sydney : Univ., 1988
- 35 Conversations with Ian Hogbin. Jeremy Beckett. University Press, Sydney 1989
- 36 On Aboriginal Religion. W. E. H. Stanner, 1989. Sydney[5]
- 37 Ngarradj warde djobkeng : white cockatoo dreaming and the prehistory of Kakadu / Harry Allen. - Sydney : University of Sydney, [ca. 1989]
- 38 J. C. Altman (ed.), Emergent Inequalities in Aboriginal Australia, Oceania Monograph No. 38, University of Sydney, Sydney
- 39 Hunter-gatherer demography : past and present / Betty Meehan. - Sydney : University of Sydney, 1990
- 40 In Children of Afek: Tradition and change among the Mountain-Ok of central New Guinea, edited by Barry Craig and David Hyndman. Oceania Monograph 40. Sydney: University of Sydney 1990
- 41 Music and dance of aboriginal Australia and the South Pacific : the effects of documentation on the living tradition ; papers and discussions of the Colloquium of the International Council for Traditional Music held in Townsville, Queensland, Australia 1988 / Alice Marshall Moyle. - Sydney : University of Sydney, 1992
- 42 Doohan, K. 1992. One Family, Different Country. Oceania Monograph 42. Sydney: University of Sydney
- 43 Exchanging products: producing exchange / Jane Fajans. - Sydney : Univ. of Sydney, 1993
- 44 The Bogaia of the Muller Ranges, Papua New Guinea : land use, agriculture and society of a vulnerable population / Paul Sillitoe. - Sydney : Univ., 1993
- 45 Politics of the secret / Christopher Anderson. - Sydney : Univ. of Sydney, 1995
- 46 The essence of singing and the substance of song : recent responses to the aboriginal performing arts and other essays in honour of Catherine Ellis / Linda Barwick. - Sydney : Univ, 1995
- 47 Night skies of aboriginal Australia : a noctuary / Dianne Johnson. - Sydney : Univ, 1998
- 48 Customary marine tenure in Australia / Nicolas Peterson. - Sydney : Univ, 1998
- 49 The curbing of anarchy in Kunimaipa society / A. Margaret McArthur. - Sydney : Univ, 2000
- 50 Native title and the transformation of archaeology in the postcolonial world / Ian Lilley. - Sydney : Univ, 2000
- 51 Before it's too late : anthropological reflections, 1950–1970 / Geoffrey Gray. - Sydney : Univ., 2001
- 52 Traditionalism and modernity in the music and dance of Oceania : essays in honour of Barbara B. Smith / Helen Reeves Lawrence. - Sydney : Univ, 2001
- 53 The Karajarri claim : a case-study in native title anthropology / Geoffrey Bagshaw. - Sydney : Univ, 2003
- 54 An adjustment movement in Arnhem Land : northern territory of Australia / Ronald Murray Berndt. - [Nachdr. der Ausg.] Paris 1962. - Sydney : Univ., 2004 = 1962
- 55 A study of Aborigines in the pastoral west of New South Wales : 1958 MA thesis with new introduction and preface / Jeremy R. Beckett. - Sydney : Univ., 2005
- 56 The sweet potato in Oceania : a reappraisal / Chris Ballard. - Sydney : Univ., 2005
- 57 Assimilating identities : social networks and the diffusion of sections / Laurent Dousset. - Sydney : University, 2005